# Medalha pela Defesa de Leningrado
A Medalha pela Defesa de Leningrado (em russo:  Медаль «За оборону Ленинграда», transl. Medal' «Za oboronu Leningrada») é uma medalha de campanha da União Soviética na Segunda Guerra Mundial, instituída em 22 de dezembro de 1942 por decreto do Presidium do Soviete Supremo da URSS para reconhecer o valor e o trabalho árduo dos defensores civis e militares soviéticos de Leningrado durante o cerco de 872 dias à cidade pelas forças armadas da Alemanha Nazista entre 8 de setembro de 1941 e 27 de janeiro de 1944. O estatuto da medalha foi posteriormente emendado por resolução do Presidium do Soviete Supremo em 8 de março de 1945, e novamente pela última vez em 18 de julho de 1980 por decreto do Presidium do Soviete Supremo da URSS nº 2.523-X.
Leningrado recebeu o título de "Cidade Heroica" em 1º de maio de 1945, junto com as cidades de Odessa, Estalingrado, Sebastopol, Kiev, Moscovo, a Fortaleza de Brest, Kerch, Novorossiysk, Minsk, Tula, Murmansk e Smolensk.

## História
No final do outono de 1942, a NKO da URSS apresentou um pedido ao Presidium do Soviete Supremo da URSS para instituir medalhas para a defesa de Leningrado, Stalingrado, Sebastopol e Odessa. Em 24 de novembro de 1942, seguiu-se um decreto do Conselho Supremo sobre a instituição de medalhas deste tipo, regulamento sobre medalhas, seus modelos e descrição; ao mesmo tempo, o decreto prescrevia a atribuição deste tipo de medalhas a todos os participantes na defesa destas cidades, tanto militares quanto civis.
O autor da medalha é o artista Nikolái Moskalev. Além da versão aprovada, foram apresentados outros sete projetos, de diferentes artistas:
- No esboço de B. G. Barkhin, o elemento principal é um monumento a Lenin na estação da Finlândia tendo como pano de fundo o Almirantado, à direita está o cano elevado de uma arma antiaérea;

Três projetos foram desenvolvidos por uma equipe de artistas da oficina “Borobin”, cada um contendo um elemento diferente: o símbolo arquitetônico da cidade e a inscrição “Pela defesa de Leningrado”:
1. No primeiro havia um monumento a Pedro I, abaixo dele: baionetas e uma metralhadora erguidas em posição de ataque, com a inscrição disposta em círculo;
2. O segundo esboço mostra o edifício do Almirantado e as bordas abaixo da inscrição são emolduradas por ramos de louro;
3. A terceira envolveu a colocação de uma inscrição ao centro, no topo a imagem da Fortaleza de São Pedro e São Paulo, e na parte inferior a inscrição de dois fuzis cruzados.

Da mesma forma, foram apresentados dois outros esboços do artista soviético A.A. Kabakov:
1. A primeira mostra um marinheiro da Marinha Vermelha e um soldado do Exército Vermelho entrando no ataque com a inscrição "Defenda a cidade de Lenin" na borda esquerda; no verso, um retrato de Lênin e a inscrição “Pela defesa de Leningrado”;
2. No segundo, com fuzis prontos para atacar, vários defensores preparados para a batalha, os soldados estão olhando para a esquerda onde está a inscrição "Por Leningrado"; no verso a inscrição "Pela defesa de Leningrado".

## Regulamento
Receberam a Medalha pela Defesa de Leningrado, todos os:    
- Militares de unidades, formações e instituições do Exército Vermelho, da Marinha e das tropas do NKVD, que efetivamente participaram da defesa da cidade;
- Trabalhadores, empregados e outros civis que participaram nas hostilidades para defender a cidade, contribuíram para a defesa da cidade com o seu trabalho altruísta nas empresas e instituições, participaram na construção de estruturas defensivas, na defesa aérea, na protecção dos serviços públicos, no combate aos incêndios provenientes de incursões de aeronaves inimigas, na organização e manutenção dos transportes e comunicações, na organização da restauração, abastecimento e serviços culturais à população, no cuidado de doentes e feridos, na organização de cuidados infantis e outras medidas de defesa da cidade.

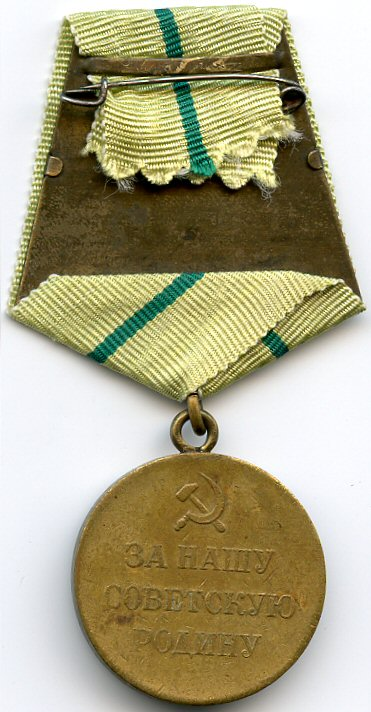
Reverso da medalha pela defesa de Leningrado.

A concessão da medalha fez-se em nome do Presídium do Sóviet Supremo da URSS sobre a base de documentos que atestam a participação real na defesa de Leningrado, emitidos pelo comandante da unidade, o chefe do estabelecimento médico militar ou autoridade provincial competente. Os militares em serviço receberam a medalha do comandante de sua unidade, os aposentados do serviço militar receberam a medalha de um comissário militar regional, municipal ou distrital da comunidade do agraciado, os membros da população civil que participaram da defesa de Leningrado receberam sua medalha de as Câmaras Municipais de Deputados Populares.
A Medalha pela Defesa de Leningrado é usada no lado esquerdo do peito e, na presença de outros prêmios da URSS, é colocada imediatamente após a Medalha pelo Resgate de Afogados. Se usado na presença de ordens ou medalhas da Federação Russa, estas últimas têm prioridade.
Cada medalha veio acompanhada de um certificado de premiação, o qual veio na forma de um pequeno livreto de papelão de 8cm por 11cm com o nome do prêmio, dados do agraciado e selo oficial e assinatura no interior. Por decreto do 5 de fevereiro de 1951 do Presidium do Soviete Supremo da URSS, estabeleceu-se que a medalha e seu certificado ficariam em mãos da família depois da morte do beneficiário.
A primeira medalha foi concedida em 3 de junho de 1943, em reunião solene no Instituto Smolny. As informações sobre essas pessoas desde 1945 foram armazenadas no Museu do Cerco de Leningrado, e havia seis volumes com os nomes dos laureados. Posteriormente estes documentos  se perderam.
As pessoas galardoadas com a Medalha pela Defesa de Leningrado tinham direito a receber a Medalha Conmemorativa do 250.º Aniversário de Leningrado, estabelecida mais tarde. Foi concedido a cerca de 1.470.000 pessoas. Entre eles estão quinze mil crianças e adolescentes.

## Descrição

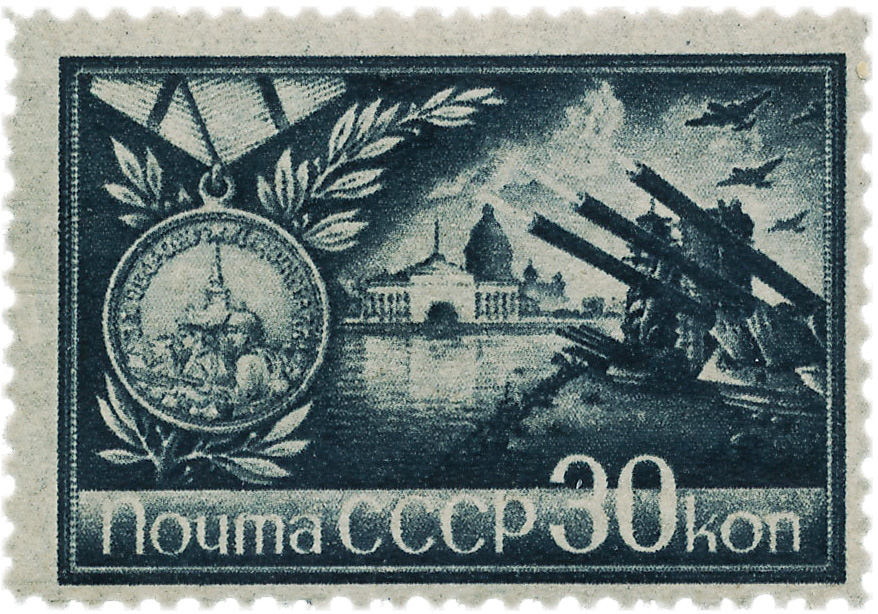
Selo postal da União Soviética mostrando a Medalha pela Defesa de Leningrado.

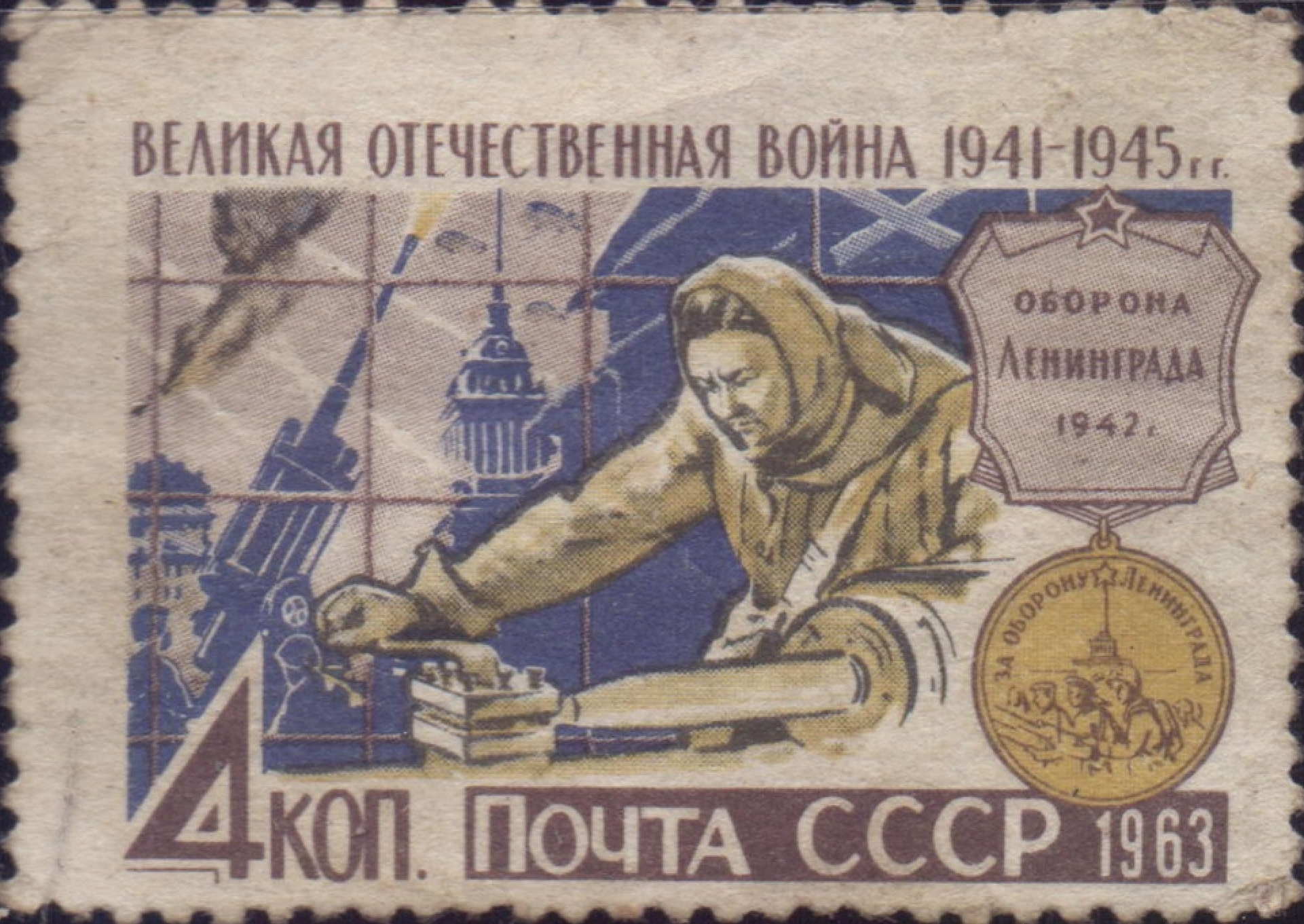
Selo postal da URSS do Artista P. Krantsevich, 1963.

Supunha-se que a medalha estaria fabricada de aço inoxidável, mas pelo decreto do 27 de março de 1943, o material se alterou para latão. A medalha tem a forma de um círculo regular com um diâmetro de 32mm com uma borda elevada. Todas as medalhas foram feitas na Casa da Moeda de Leningrado.
À frente, na metade inferior do anverso, as imagens em relevo de um soldado do Exército Vermelho de capacete (mais próximo), um marinheiro (meio) e um operário (mais distante), todos os três com fuzis erguidos. No fundo de todo o anverso, o contorno em relevo do edifício do Almirantado de Leningrado. Ao longo da circunferência superior da medalha, a inscrição em relevo em letras proeminentes “PELA DEFESA DE LENINGRAD” (em russo:  ЗА ОБОРОНУ ЛЕНИНГРАДА). No verso, próximo ao topo, a imagem em relevo da foice e do martelo, abaixo da imagem, a inscrição em relevo em três fileiras «POR NOSSA PÁTRIA SOVIÉTICA» (em russo:  ЗА НАШУ СОВЕТСКУЮ РОДИНУ).
A medalha é conectada por um ilhó e um anel a um bloco pentagonal coberto por uma fita moiré de seda de 24mm de largura. Inicialmente a fita foi instalada na cor vermelha com listras prateadas nas bordas, cada uma com 4mm de largura. Por decreto de 19 de junho de 1943, foi instalada uma nova fita cor oliva com faixa verde longitudinal no meio com 2mm de largura.
As medalhas pela defesa de Leningrado, pela defesa de Odessa, pela defesa de Sebastopol e pela defesa de Stalingrado foram os primeiros prêmios soviéticos estabelecidos para serem usados em montaria pentagonal. Originalmente, supunha-se que seriam usadas no lado direito do peito. Por decreto de 19 de junho de 1943, que introduziu a montaria pentagonal e outras condecorações anteriormente utilizadas em outras formas de montaria, foi decidido usar as diversas medalhas de defesa das cidades no lado esquerdo do peito, juntamente com outras condecorações.